# Alte Kirche St. Johannes d. T. (Mesum)

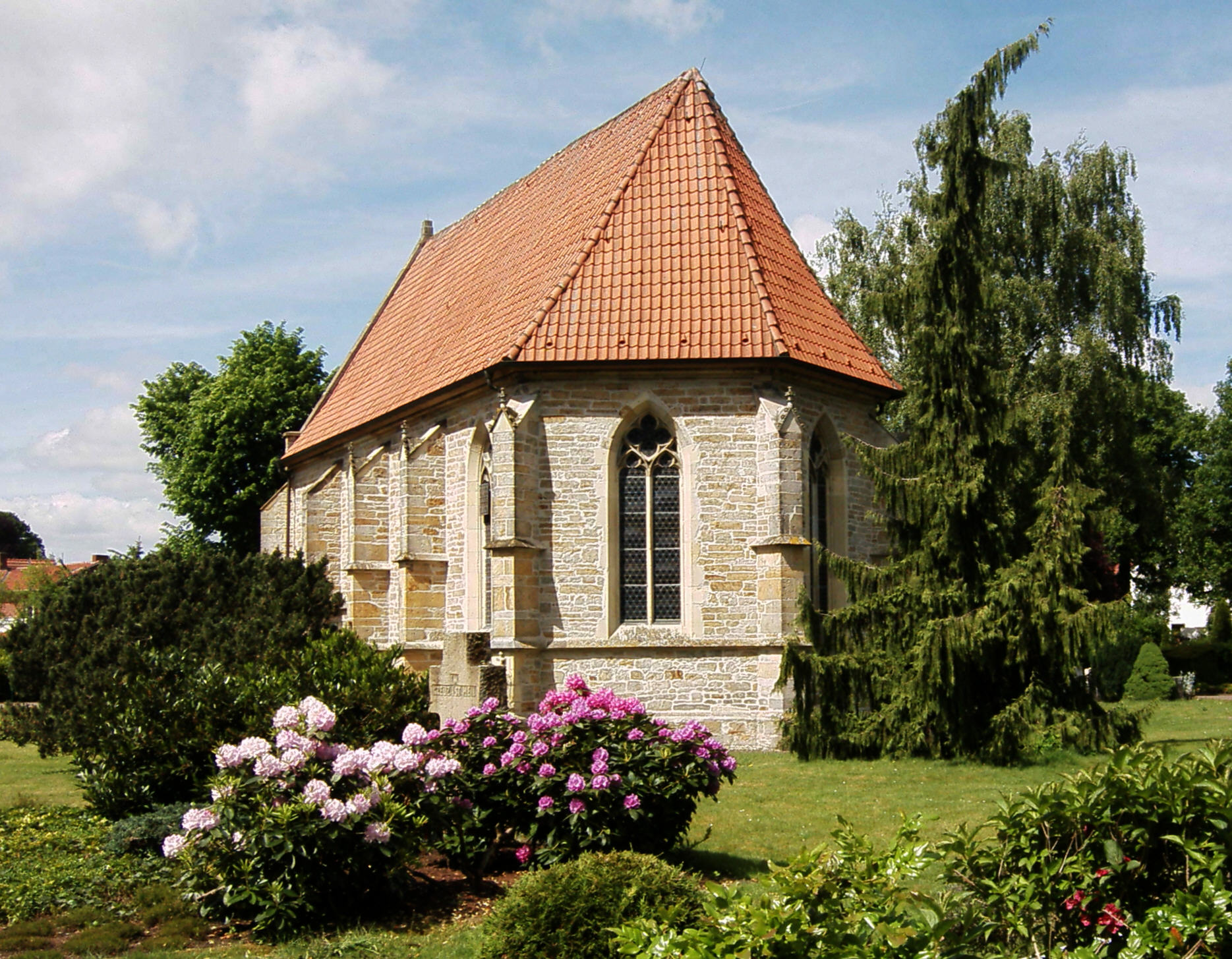
St. Johannes der Täufer

Die Alte Kirche St. Johannes d. T. ist ein denkmalgeschütztes Kirchengebäude in Mesum, einem Stadtteil von Rheine in Nordrhein-Westfalen. Sie gilt als das älteste Gebäude der Stadt Rheine.

## Geschichte und Architektur
Die ursprüngliche Kapelle wurde 1373 von Rheine abgepfarrt. Der Bau wurde angeblich aus den Steinen der 1343 zerstörten Schwanenburg in Elte erbaut. Das Gebäude ist ein kleiner, dreijochiger Gewölbesaal mit geostetem 4/6-Schluss. Im Zuge des Neubaus der Pfarrkirche im Dorfzentrum wurde die Sakristei und der Westturm um 1900 abgebrochen um Baumaterial für die neue Kirche zu gewinnen. Bis zur Weihe der neuen Pfarrkirche St. Johannes Baptist im Jahr 1890, war die Alte Kirche die katholische Pfarrkirche des Ortes. Sie wurde anschließend z. B. bis 1956 (Bau der Samariterkirche) als Gotteshaus der evangelischen Gemeinde oder als Kriegergedenkstätte genutzt. Heute finden in unregelmäßigen Abständen Gottesdienste für kleinere Gruppen in der Kirche statt.

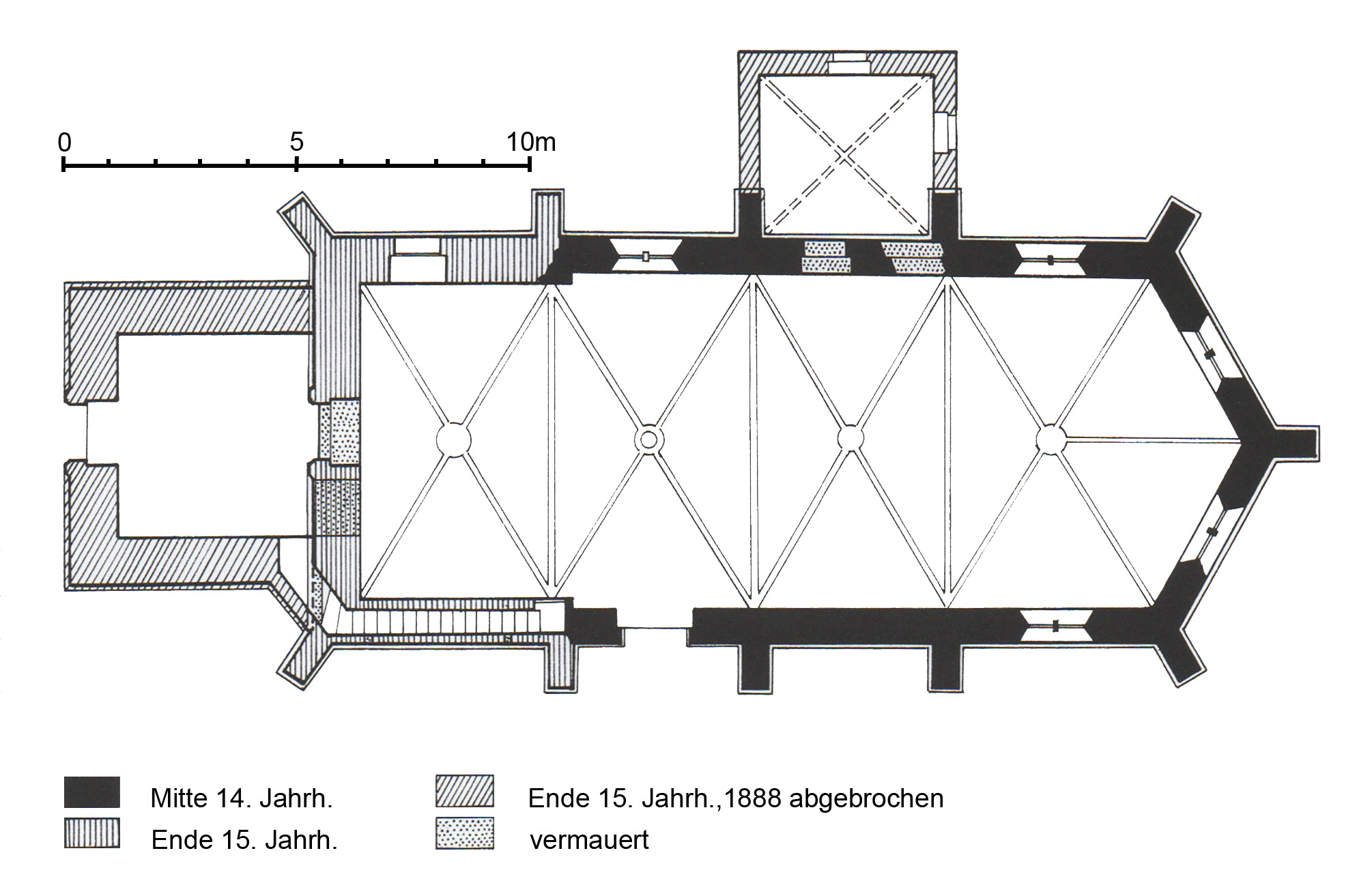
Grundriss
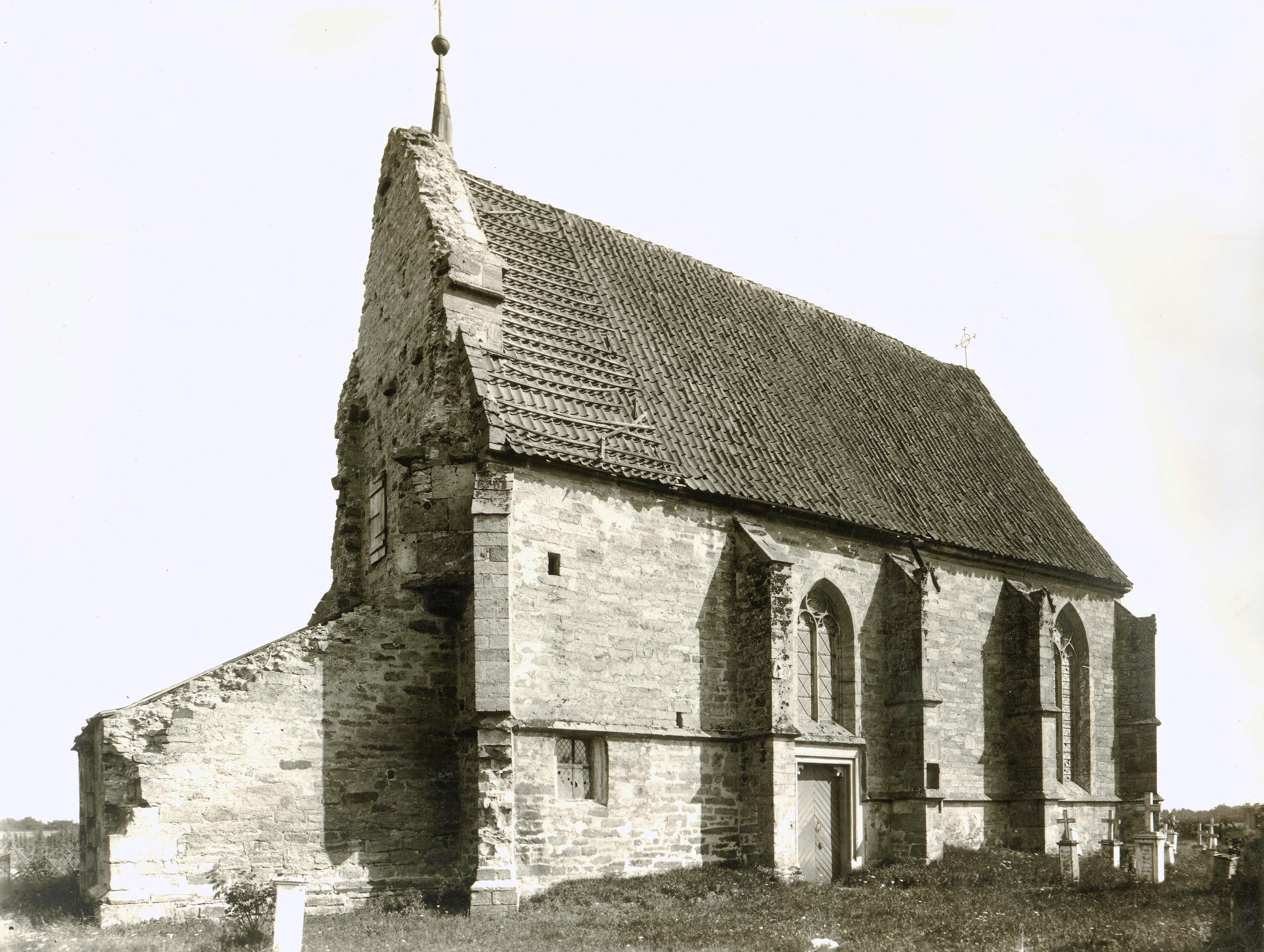
Die Kirche im Jahr 1893 mit dem Stumpf des ab 1888 abgebrochenen Turms
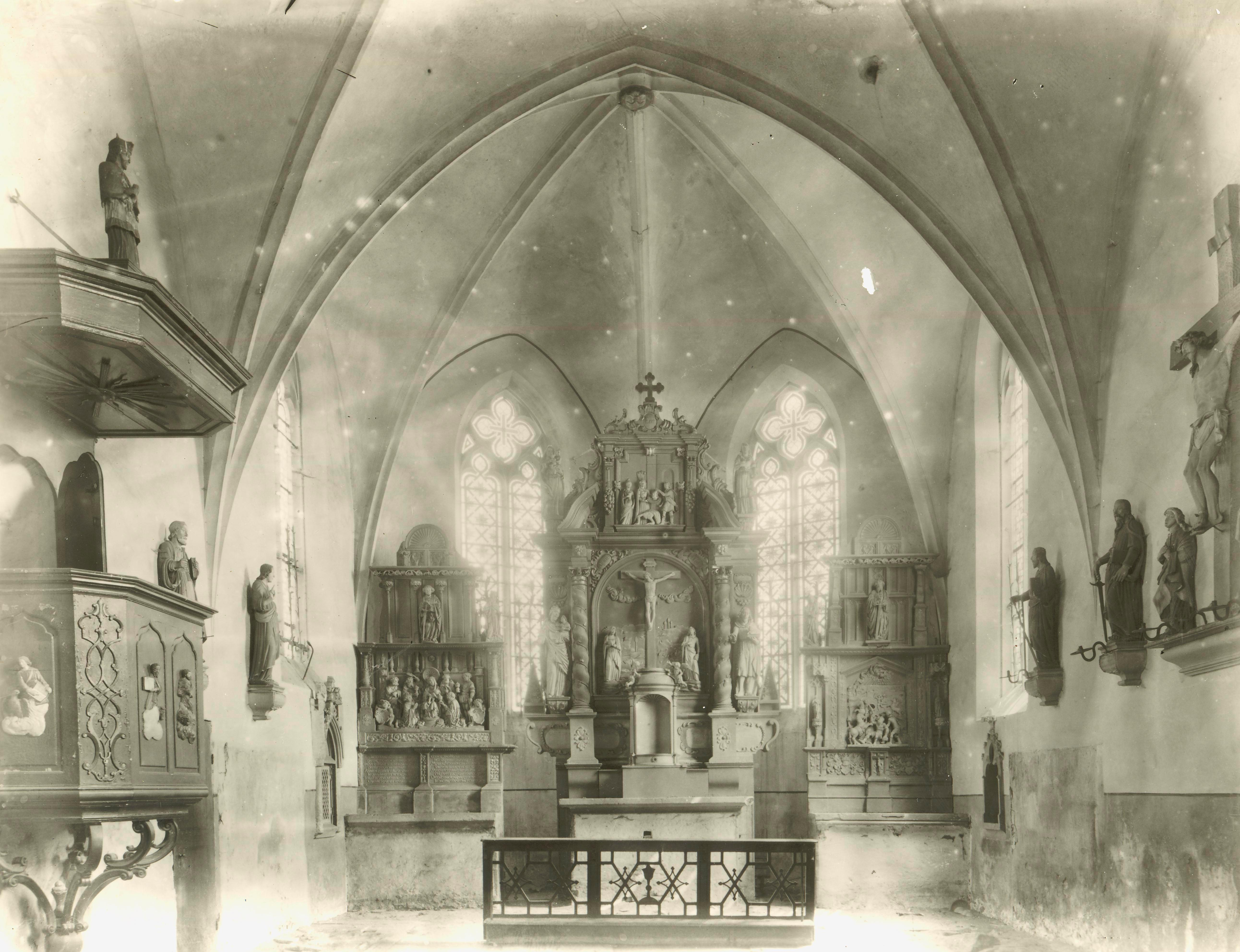
Blick zum Chor im Jahr 1893
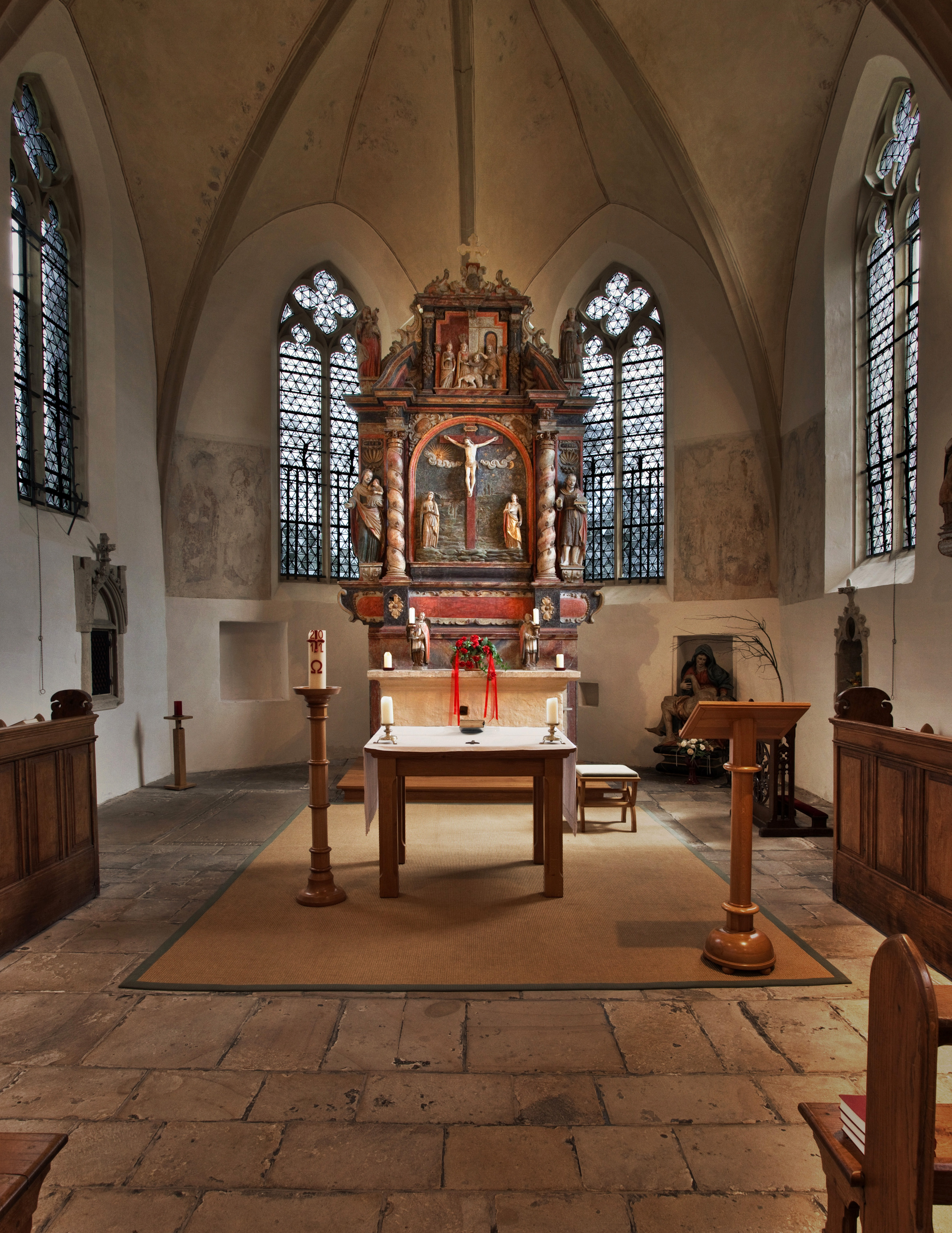
Inneres der Kirche mit Hochaltar im Jahr 2011

## Ausstattung
Der Kirche ist erstaunlich reich ausgestattet. Im Zuge des geplanten Abbruchs 1888 sind jedoch Bildwerke der Gotik und der Renaissance ins Westfälische Landesmuseum in Münster überführt worden.
- Hochaltar von Bernd Meyering (* 1631, † um 1703) aus Baumberger Sandstein. Zentrales Relief der Kreuzigung Jesu mit Maria und dem Apostel Johannes unter dem Kreuz, darüber eine Darstellung der Enthauptung des Pfarrpatrons Johannes des Täufers als Vorgänger Jesu im Opfertod. Seitlich der Kreuzigung die Figuren des Hl. Josef und Johannes des Täufers, neben der Enthauptung die Hl. Katharina und eine Anna selbdritt. Die gedrehte Form der Säulen ist nach dem Vorbild der Säulen am Baldachin des Petersdomes von Gian Lorenzo Bernini gestaltet.

- Zwei Leuchter-Engel vom Bildhauer Bernd Katman († 1609) aus Baumberger Sandstein. Bevor sie nach Mesum kamen standen sie wahrscheinlich im Mittelschiff des Domes zu Münster als Kerzenträger vor dem Altar des Hl. Paulus.

- Acht Heiligenfiguren von Bernd Meyering aus der Zeit von 1675 bis 1686, laut Inschrift in den Wandkonsolen teilweise von Mesumer Bürgern gestiftet. Den meisten Figuren sind im Laufe der Jahre die Attribute verloren gegangen.
  - Maria Immaculata
  - Hl. Elisabeth
  - Hl. Johannes der Täufer. Diese Figur befand sich ursprünglich im Westteil der Kirche, in der Nähe des Taufbeckens.
  - Hl. Petrus
  - Hl. Johannes Evangelist
  - Hl. Paulus
  - Hl. Andreas
  - Mater Dolorosa

- Hl. Michael als Drachentöter (1. Drittel des 18. Jahrhunderts) eines unbekannten Bildhauers

- Kalvarienberg, Eichenholzgruppe von 1737 aus einer Werkstatt im benachbarten Bevergern. Diese Figurengruppe hing ursprünglich an der Südwand desselben Joches, da die Kreuzigung um die sechste Stunde (also um 12:00) stattfand, und die Sonne zu dieser Zeit im Süden steht.

- Barocke Pieta, Mitte des 18. Jahrhunderts, kam 1811 aus dem Franziskanerkloster Rheine, bis 1941 als Bildstock auf dem Friedhof[1], statt Bildstock wird auch von einer Kapelle berichtet[2] zwischen zwei Linden aufgestellt, heute Teil einer Kriegergedächtnisstätte in der Kirche.

- Johannes Nepomuk. Laienschnitzerei aus dem 18. Jahrhundert, ursprünglich auf dem Schalldeckel der Kanzel angebracht.

- Reste von Wand- und Gewölbemalereien wurden 1959 freigelegt.

- Der Schlussstein im Westjoch zeigt ein auf einer sehr dicken Frau reitendes kleines Männlein, wahrscheinlich die Darstellung der mittelhochdeutschen Legende von Alexander, Aristoteles und Phyllis.

- Schlussstein im östlichen Chorjoch mit Gesicht Christi

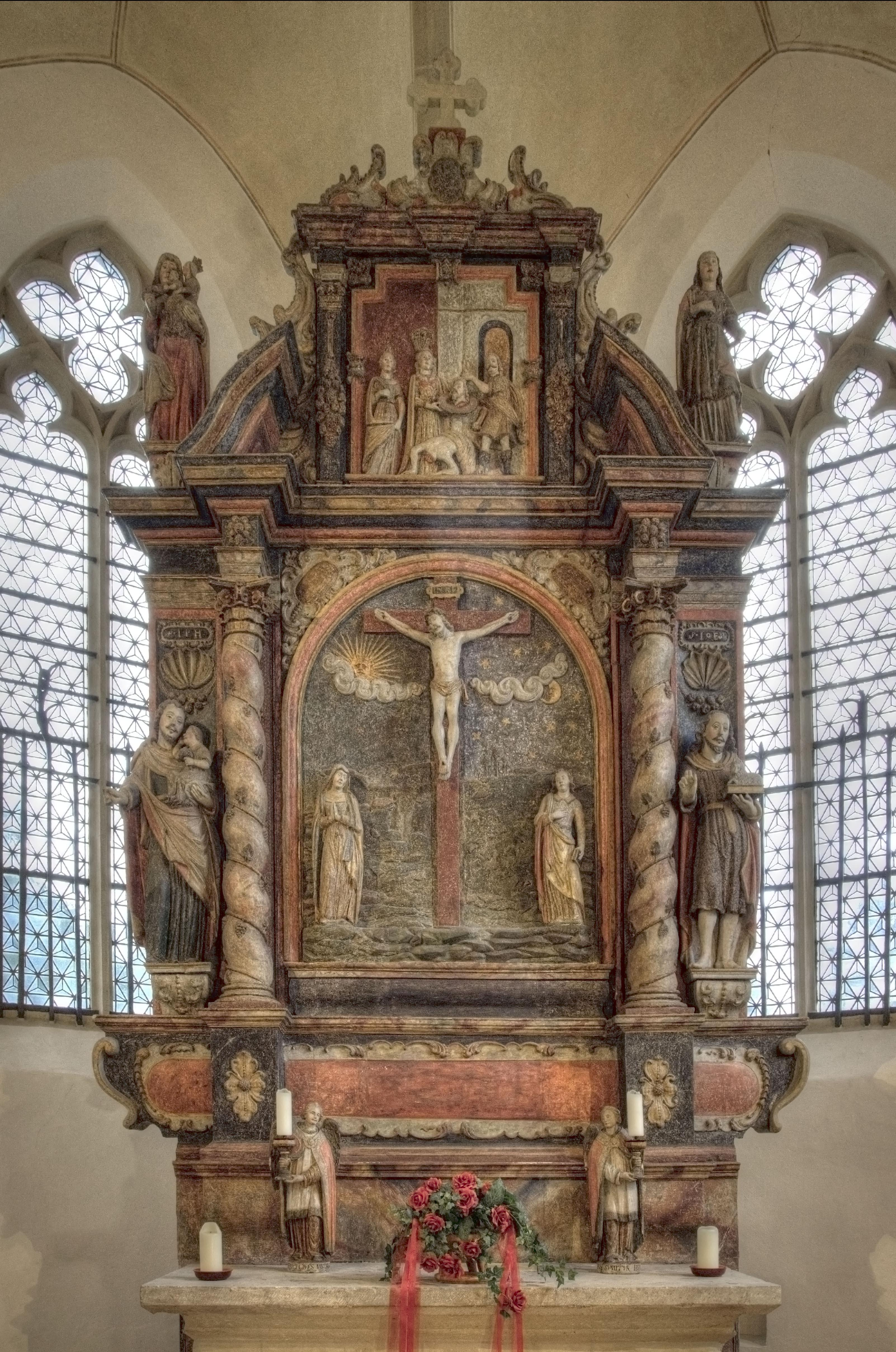
Der Hochaltar
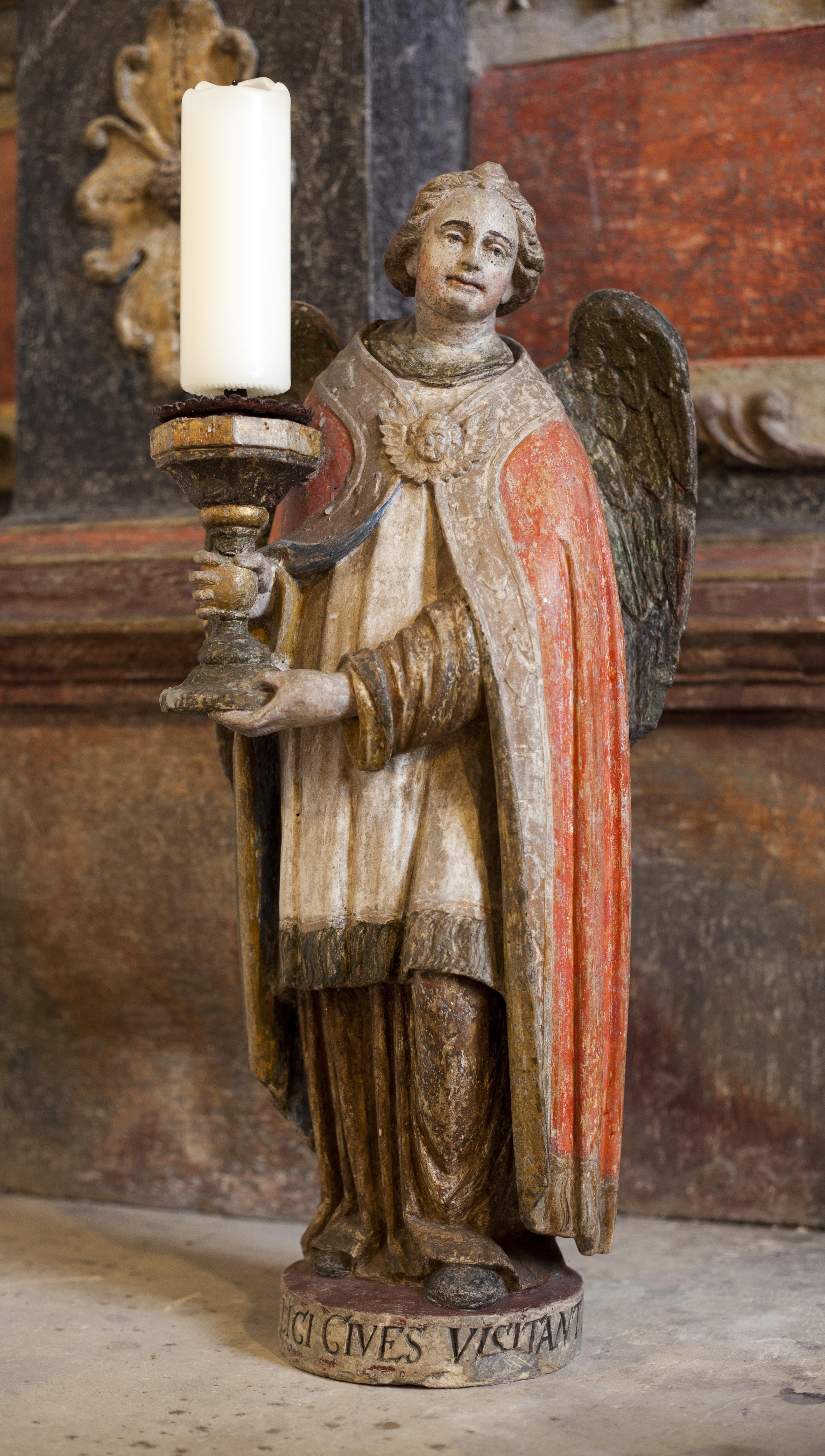
Einer der Leuchterengel
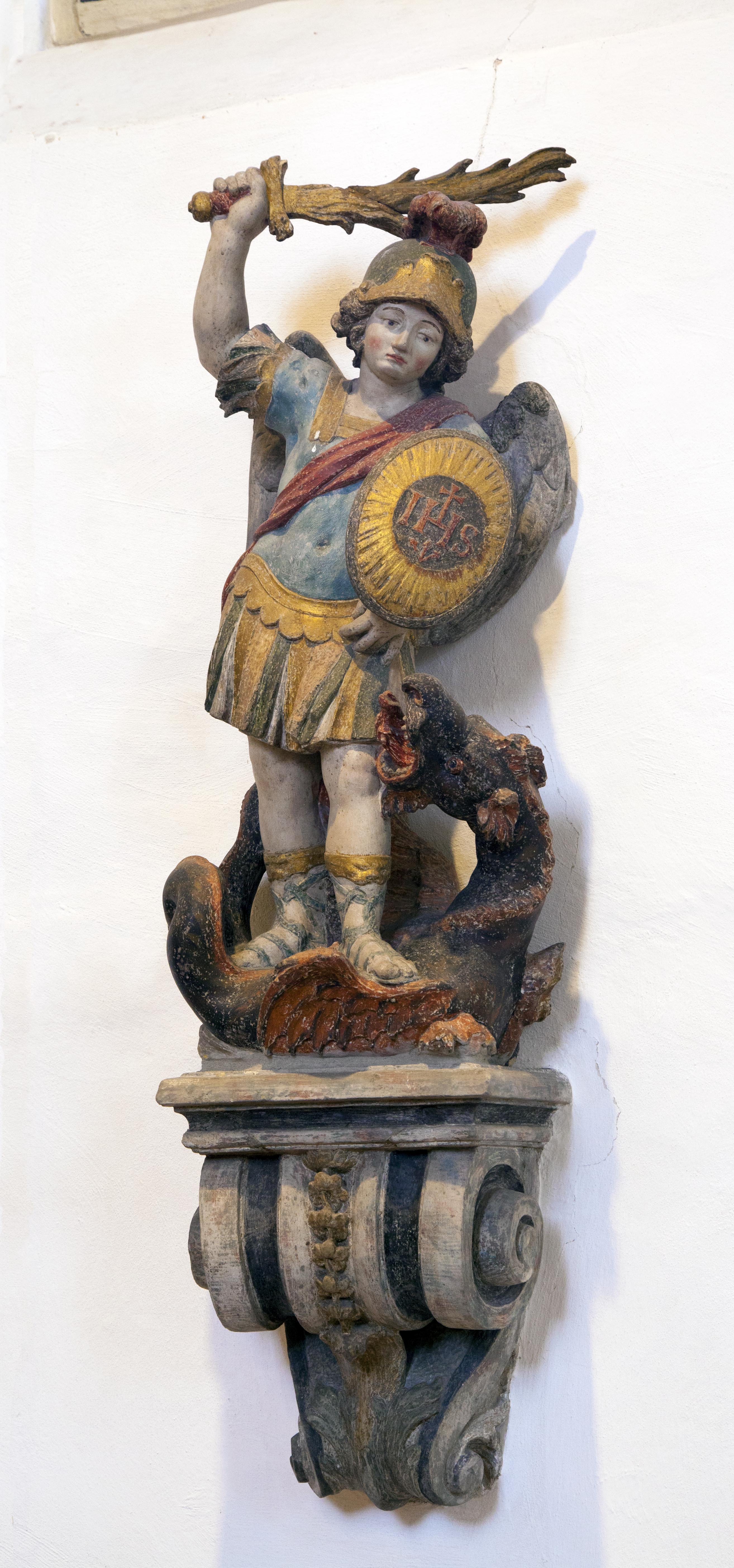
Hl. Michael als Drachentöter
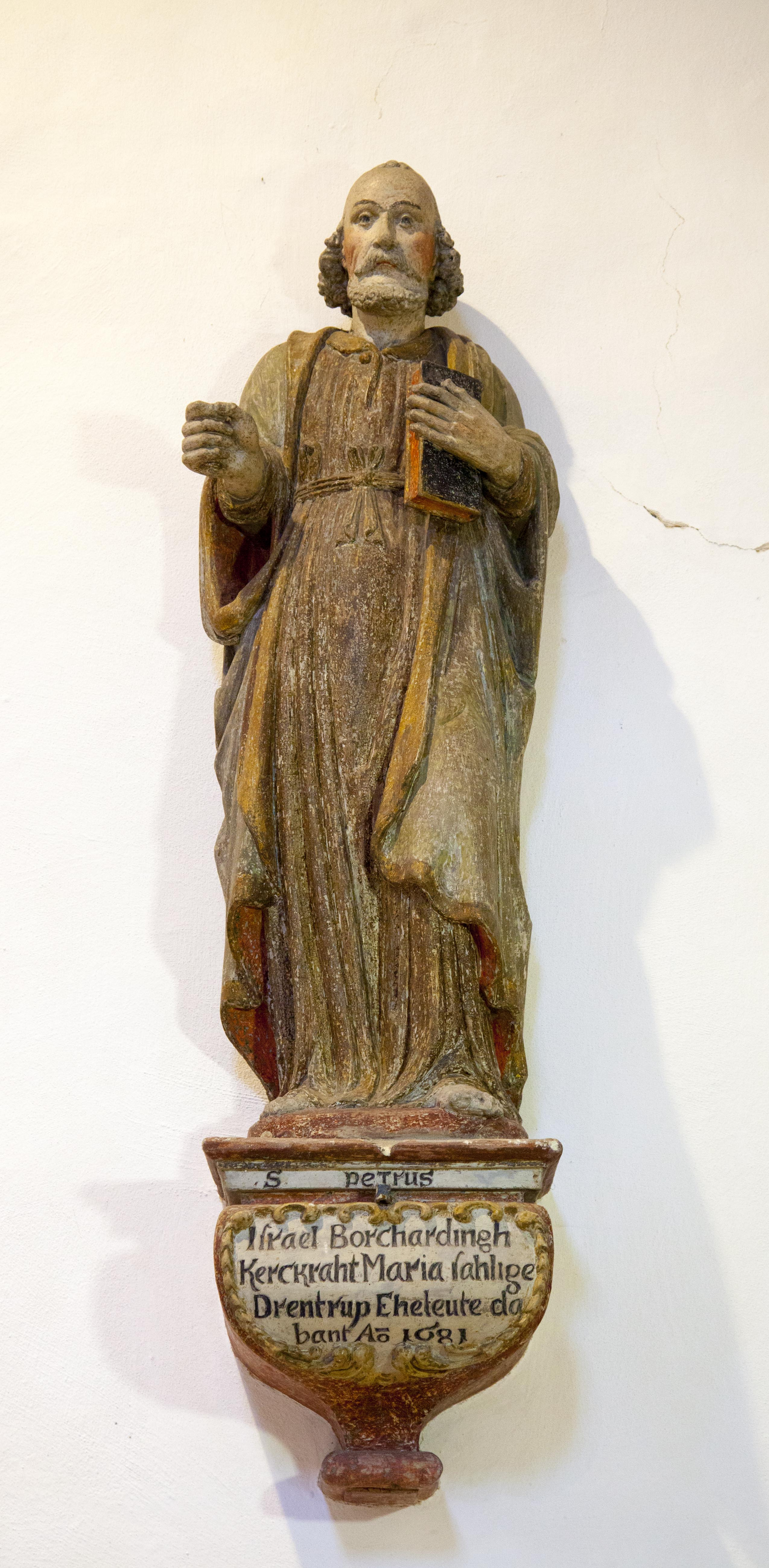
Hl. Petrus
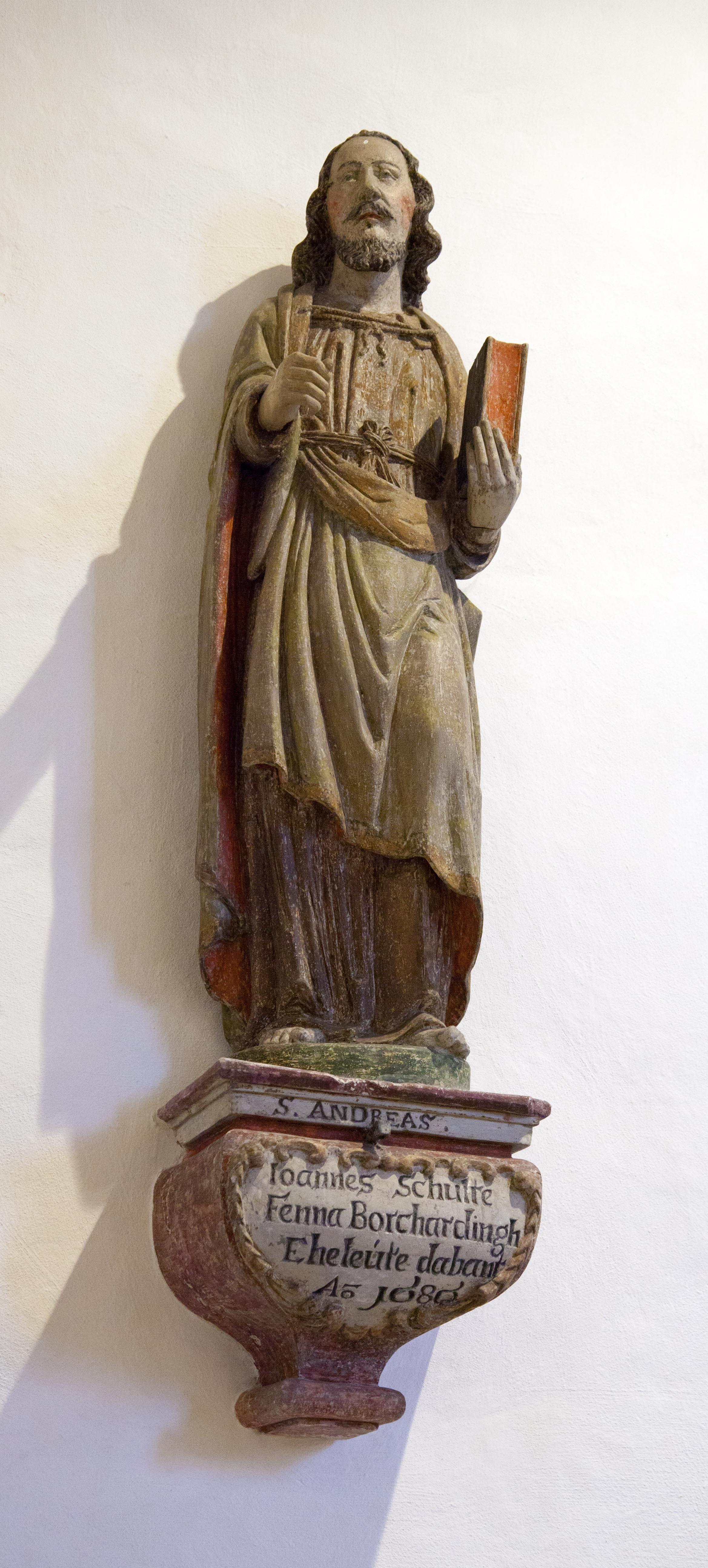
Hl. Andreas
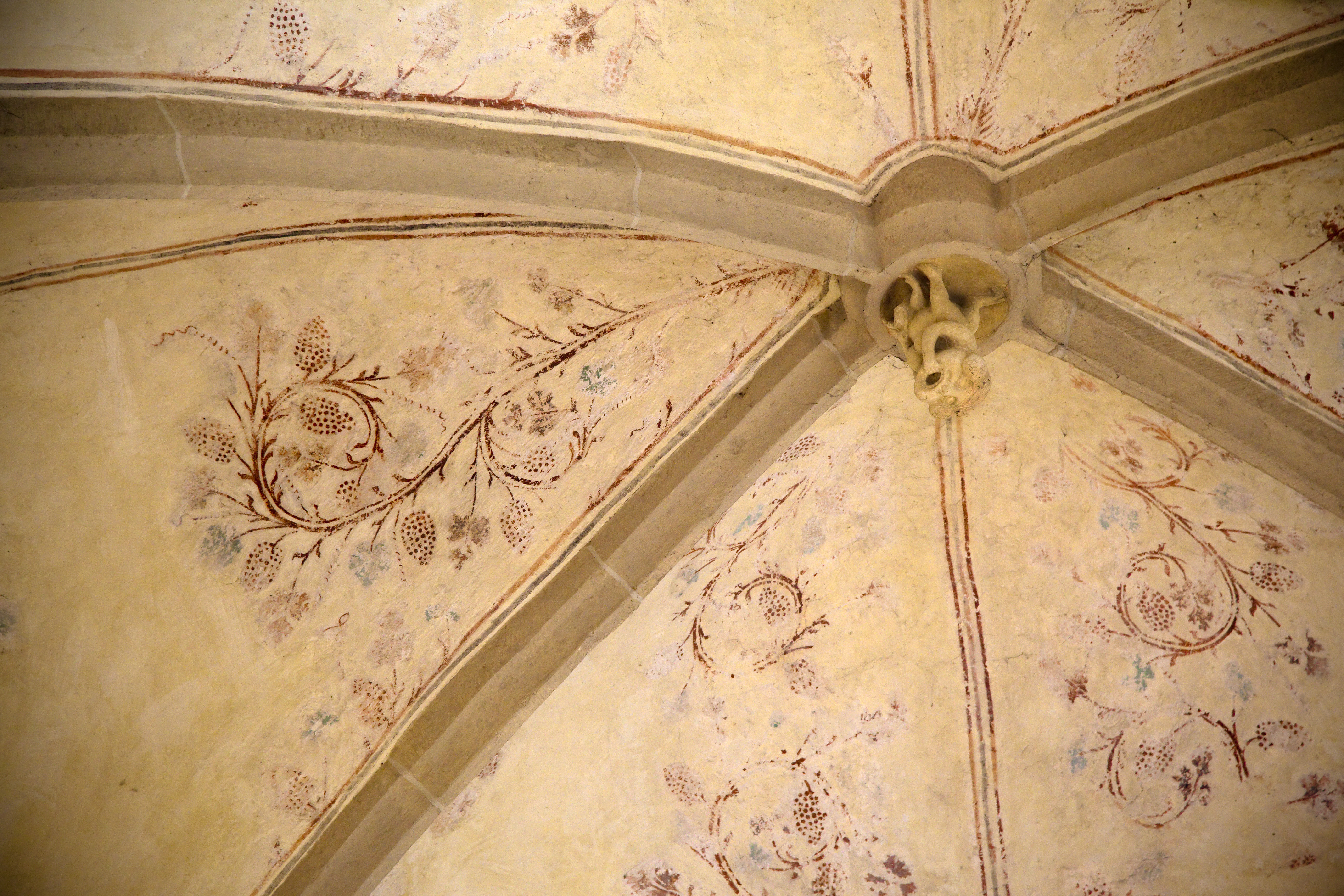
Deckenmalerei (Anfang 16. Jahrh.) und Grotesken-Schlussstein im westlichen Gewölbe
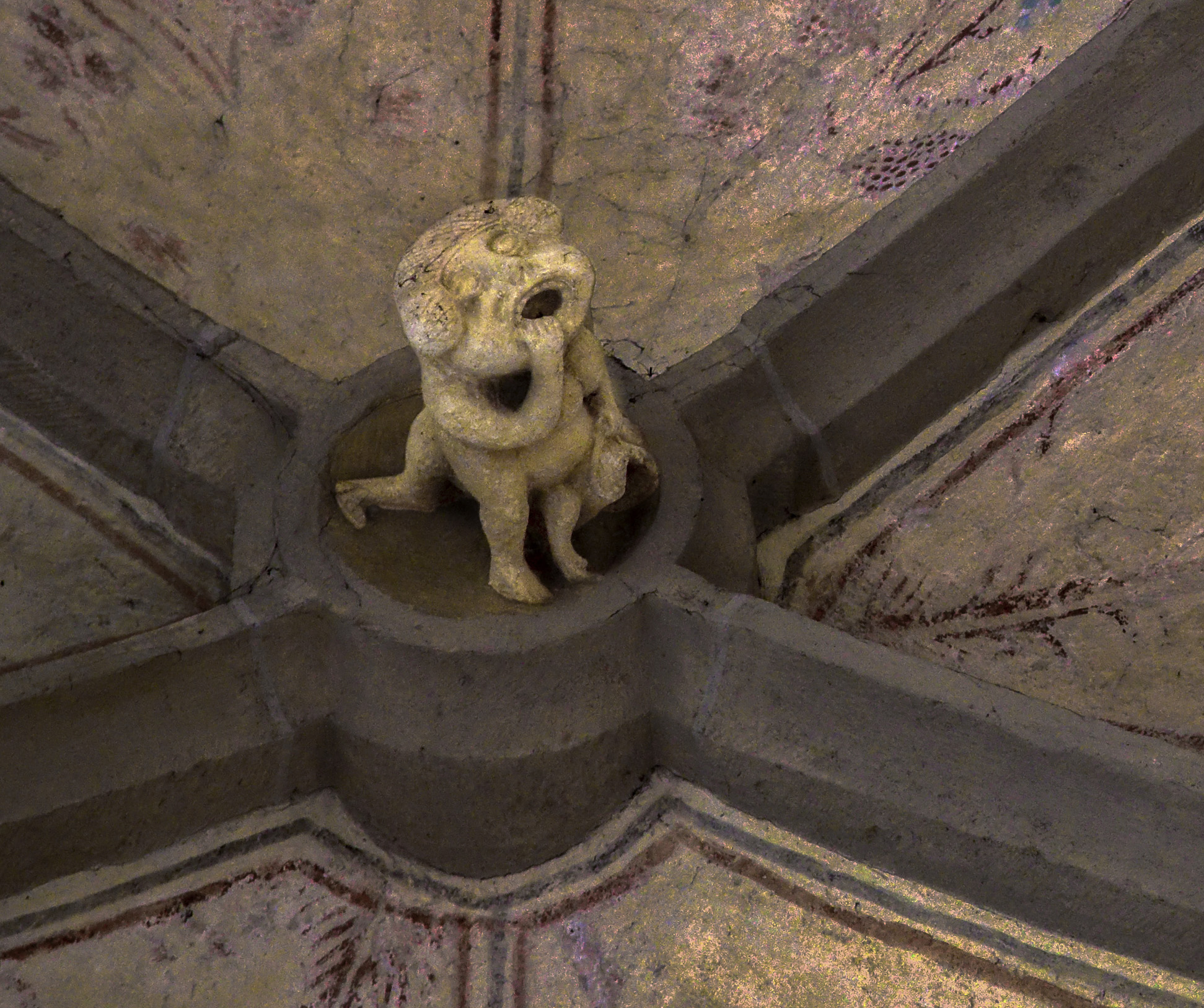
Grotesken-Schlussstein (180° gedreht)

## Frühere Ausstattung

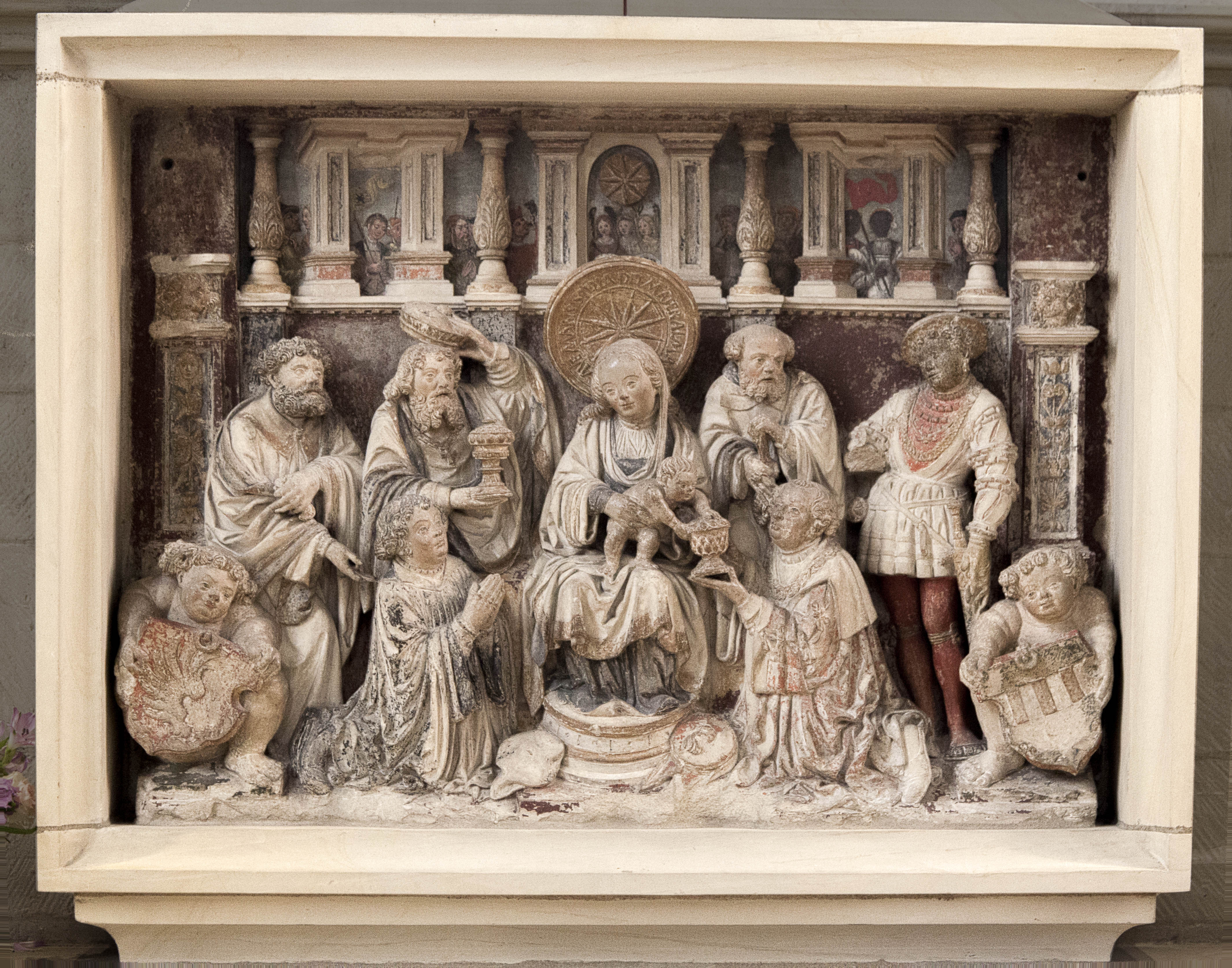
Der alte Seitenaltar mit der 'Anbetung Christi durch die Heiligen Drei Könige', heute im Paulusdom zu Münster

Durch eine Schenkung kamen im Jahr 1699 zwei Retabel aus dem Dom zu Münster nach Mesum. Sie bildeten zwei Seitenaltäre in der durch den wuchtigen Hochaltar schon recht engen Apsis der Kirche (Siehe Bild Blick zum Chor im Jahr 1893). Die Arbeiten aus der Werkstatt von Johann Brabender (genannt Beldensnyder = Bildschneider) stellten die Bekehrung Pauli und die Anbetung der Hl. Drei Könige dar. Erstes Werk befindet sich heute in der Domkammer zu Münster, letzteres in der Kreuzkapelle des Domes.
Die Fenster der Apsis zeigten früher eine einfache Ornamentik mit Sternen, geometrischen Mustern und Kreuzen im Maßwerk.

## Die Johannesprozession
In Mesum gab es bis in das 20. Jahrhundert hinein eine eucharistische Bittprozession „für eine gute Ernte“, die nach dem Kirchenpatron „Johannesprozession“ genannt wurde. Sie fand statt am Sonntag nach dem 24. Juni (Fest Johannes d. Täufers), später am zweiten Sonntag im Juli. Noch heute erinnert manches im Ortsbild an diese Prozession. Deren Ursprünge sind ungeklärt; es wird u. a. von einer „uralten Johannes-Bittprozession“ berichtet und ein Eintrag im Kirchenregister 1861 lautet „...und wurde darin jährlich unter der Johannes-Prozession nach Aussage alter Eingesessener laut verloren gegangener Fundationsurkunde eine hl. Messe gelesen“. Diese Messe wurde in einer Kapelle nahe dem inzwischen abgebrochenen Kirchturm gelesen. Sie war „mit Satteldach, früher größer und im Rundbogenstil“ erbaut. Anlässlich der Prozession wurde die Kapelle von den Anwohnern „mit vielen Blumen und Kerzen“ geschmückt. Die beiden Linden zu beiden Seiten der Kapelle, eingetragene Naturdenkmäler, beschädigten das Bauwerk so sehr, dass es im Jahr 1941 abgebrochen und durch ein Kreuz ersetzt wurde. 2021 ist die nördliche Linde wegen starker Schäden durch Pilzbefall entfernt worden. Die weiteren Altäre der Prozession standen u. a. am „Hof Schulte Mesum“, dieser zweite Segensaltar ist aus Sandstein im neogotischen Stil errichtet und steht heute noch an seiner Stelle. Er wurde von den Eheleuten Schulte Mesum 1861 gestiftet. Die Madonna auf dem Altar ist von 1973. Ein weiterer Altar lässt sich nicht genau lokalisieren. Offensichtlich wurde sein Standort mehrfach geändert. Es wird von den Bürgeschützen Mesum folgendes berichtet: „Jahrelang wurde von ihnen auch zur Johannesprozession der Altar am Bahnübergang Industriestraße/Moorstraße und später bei Mersch das Kriegerdenkmal geschmückt“. Es bleibt unklar, ob das Kriegerdenkmal „bei Mersch“ als Segensaltar geschmückt wurde. Ein weiterer, dritter Altar wird mit dem Standort „bei Mersch“ angegeben. Das Gasthaus Mersch befand sich am Burgsteinfurter Damm 64. Ein offensichtlich vierter Altar wurde an der Mesumer Mädchenschule errichtet. Diese lag „an der Strasse zum Bahnhof“ (heute: „Alte Bahnhofstrasse“), welche in etwas vom Standort des Gasthauses Mersch Richtung neue Kirche im Ortszentrum verläuft. Der Weg der Prozession lässt sich an diesen Altären und an zwei Straßennamen grob rekonstruieren. Nordwestlich der neuen Kirche verläuft die „Johannesstrasse“; so genannt, weil eben die gleichnamige Prozession dort verlief und in dem Gebiet zwischen dem Hof Schulte Mesum und dem Gasthaus Mersch gibt es die Straße „Prozessionsweg“, so genannt im Kontext des Weges den die Johannes-Bitt-Prozession nahm.

Reminiszenzen der Johannesprozession
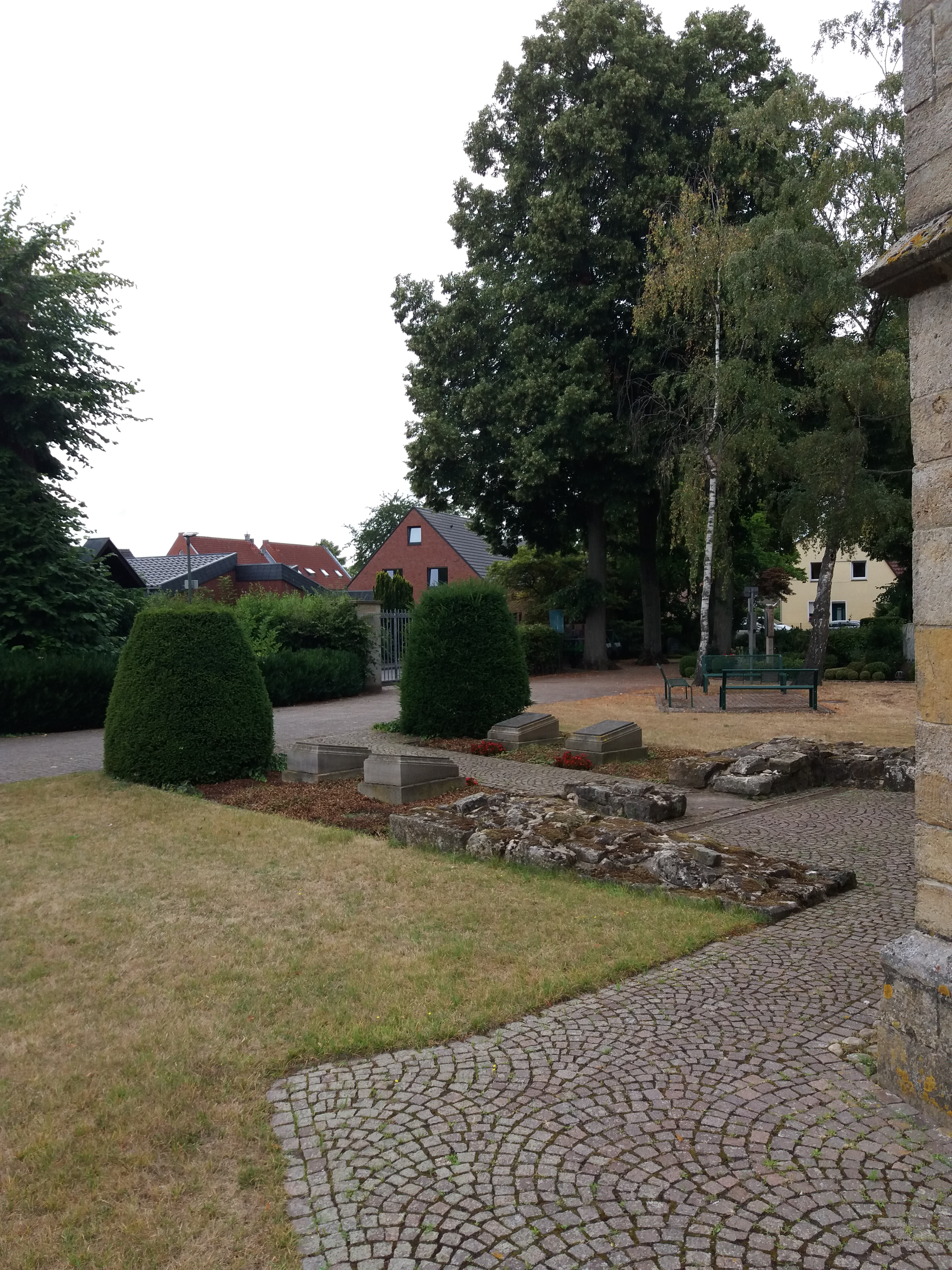
Ehem. Standort der Kapelle zwischen den Linden
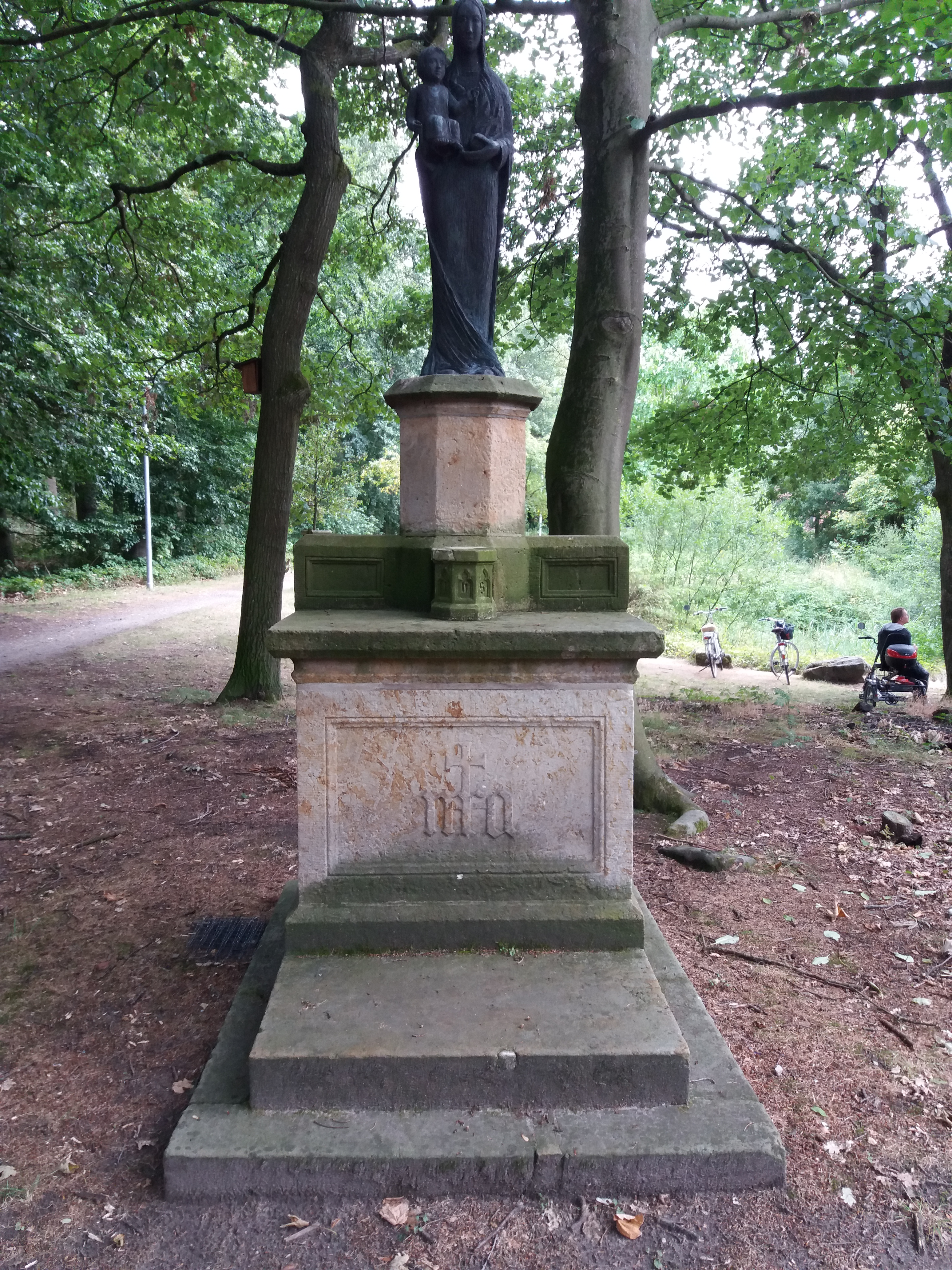
Zweiter Segensaltar bei "Schulte Mesum"

## Orgel

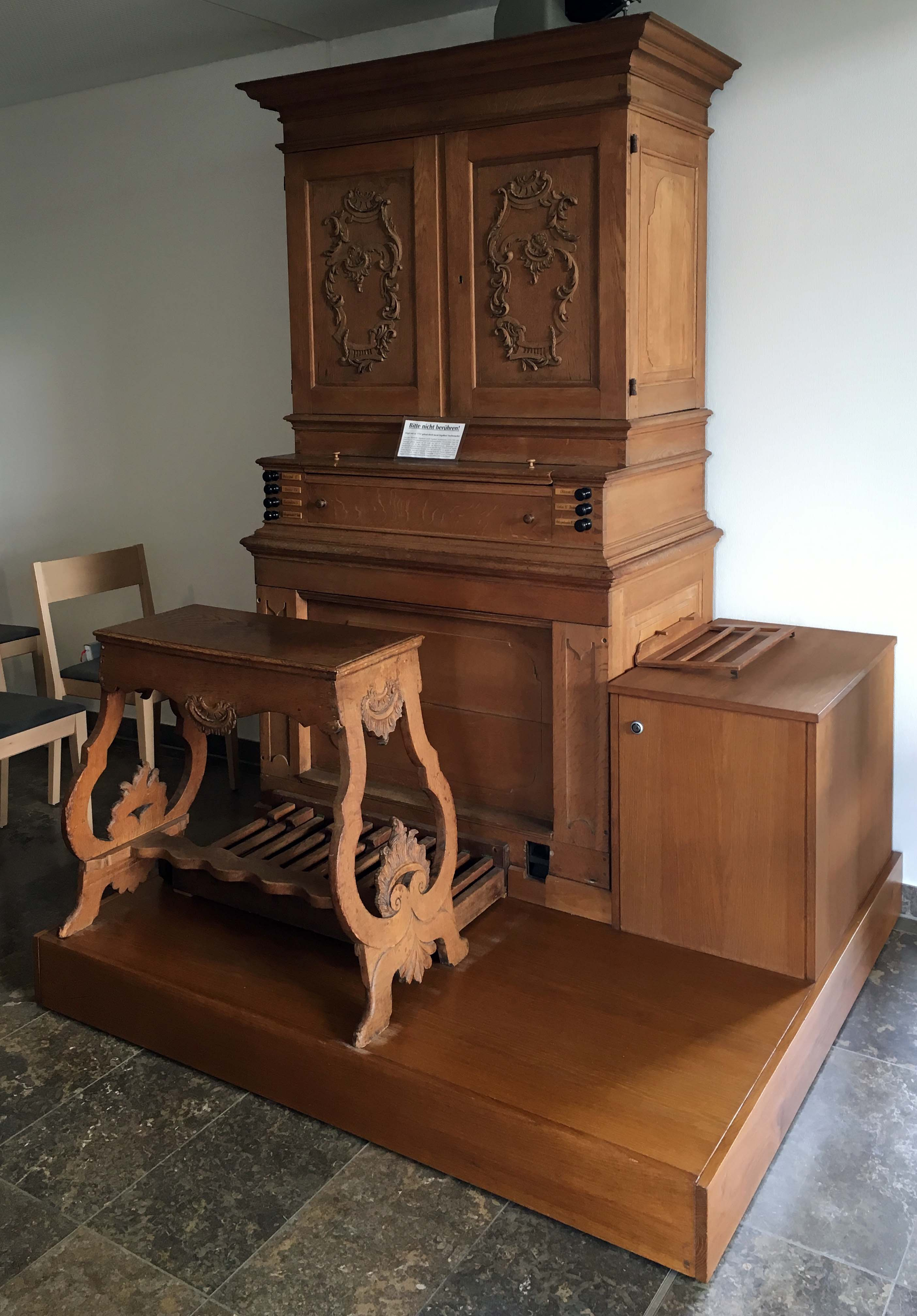
Die alte Orgel am heutigen Standort in der Kapelle des Antonius-Hospitals in Gronau

Nach dem Siebenjährigen Krieg (1756–1763) war die Mesumer Bevölkerung erheblich angewachsen und zählte etwa 650 Seelen. Um zusätzlichen Platz für die Gläubigen zu gewinnen, entstand 1781 im Westjoch der Kirche eine Empore und somit auch ein Aufstellungsort für eine Orgel. Jedoch erst 1812 war es der Gemeinde möglich ein gebrauchtes kleines Instrument aus dem im Zuge der Säkularisation 1803 aufgelösten Klarissenkloster in Münster zu erwerben. Diese Orgel wurde nach Neubau der Pfarrkirche und Erwerb einer neuen großen Orgel der Firma Fleiter im Jahr 1893 an die Redemptoristen nach Glanerbrück bei Gronau verkauft. Von da gelangte das Instrument später in das Antonius-Hospital nach Gronau, wo es in der Kapelle des Krankenhauses bis heute in Gebrauch ist.